# (7581) Yudovich
(7581) Yudovich est un astéroïde de la ceinture principale.

## Description
(7581) Yudovich est un astéroïde de la ceinture principale. Il fut découvert le 14 novembre 1990 à Naoutchnyï par Lioudmila Karatchkina. Il présente une orbite caractérisée par un demi-grand axe de 3,12 UA, une excentricité de 0,15 et une inclinaison de 3,6° par rapport à l'écliptique.

## Compléments